# Thyene ornata
Thyene ornata là một loài nhện trong họ Salticidae.
Loài này thuộc chi Thyene. Thyene ornata được Wanda Wesołowska & Tomasiewicz miêu tả năm 2008.